# Он гораздо популярнее тебя
«Он гора́здо популя́рнее тебя́» (англ. He’s Way More Famous Than You) — американская комедия 2013 года режиссёра Майкла Ури. Премьера состоялась на кинофестивале «Слэмденс» 10 января 2013 года.

## Сюжет
Когда бывшая звезда инди-фильмов Хэлли Файффер одним махом лишается бойфренда, агента и карьеры, она, наконец, понимает, что что-то в её жизни должно измениться. Что именно? Надо стать гораздо популярнее, чем раньше! Вооруженная украденным сценарием и парой бутылок сангрии, Хэлли зовет на помощь своего брата Райана и его друга и принимается за съемки собственного фильма с самой собой в главной роли.

## В ролях
- Хэлли Файффер
- Райан Спэн
- Майкл Чернус
- Трейси Чимо
- Мэми Гаммер
- Наташа Лионн
- Ральф Маккио
- Майкл Ури
- Остин Пендлтон
- Ванесса Уильямс
- Эшли Аткинсон
- Майкл Осиелло
- Джесси Айзенберг
- Роберт Лерер
- Билли Морриссетт
- Бен Стиллер